# The Love Letter
The Love Letter és una pel·lícula estatunidenca de 1999 dirigida per Peter Chan, basada en la novel·la homònima de Cathleen Schine, del 1995, i ambientada en la fictícia localitat de Nova Anglaterra de Loblolly-by-the-Sea. La cinta va suposar el debut als Estats Units del seu director, que ja havia gaudit d'èxit a Hong Kong amb títols com Comrades: Almost A Love Story i He's A Woman, She's A Man.

## Argument
Un matí Helen MacFarquhar (Kate Capshaw), una atractiva divorciada d'edat mitjana que regenta una llibreria, troba una ardent carta d'amor anònima, sense un sobre ni nom, mentre revisa el correu. Pensant-se que està dirigida a ella inicia una peculiar investigació per tal de descobrir qui l'ha escrita. Tot i que en un principi, pensa que és de George Matthias (Tom Selleck), l'atractiu bomber local amic seu que ha estat sempre enamorat d'ella en secret, però decideix que no deu haver estat ell, després d'intentar donar-li pistes subtils que fan referència al text de la carta ("mai ha estat en flames?"). En no tenir cap idea qui pot ser l'escriptor de la missiva, la desa a la seva bossa i intenta oblidar-se'n.
Llavors convida Johnny (Tom Everett Scott), un estudiant universitari a qui ha contractat durant l'estiu, a sopar a casa seva. Durant el sopar deixa una ampolla de vi i unes copes prop de la seva bossa, i, sense adonar-se'n, accidentalment la carta queda fora d'aquesta. Quan li diu a Johnny que prengui una mica de vi aquest troba la carta i es pensa que Helen se l'ha escrita a ell. Més tard ell pela una taronja davant d'ella (una altra referència al text), cosa que fa pensar Helen que l'autor de la carta és Johnny, i dies més tard ambdós comencen un afer, cada un pensant que l'altre és l'autor de la missiva.
Un dia Helen arriba a la llibreria, deixa la seva bossa (encara amb la carta a dins) sobre el taulell i va al pis de dalt a treballar. Llavors arriba George amb detectors de fum nous i es posa a parlar amb Janet (Ellen DeGeneres), que es recolza sobre una part del moble i cau el que hi havia al damunt, inclosa la bossa de Helen. Mentre tots dos recullen les coses, la carta es barreja amb el manual d'instrucció dels detectors que ha dut George. En marxar, aquest li demana que llegeixi primer el manual, així que, quan Janet l'obre i troba la carta la llegeix i pensa que és d'ell. Més tard, quan ella li explica, contenta, aquest fet a Helen aquesta, que no sap com explicar tot el que ha passat, només li diu que és seva, i Janet s'enfada amb ella per no deixar-la ser feliç i abandona la feina.
Jennifer (Julianne Nicholson), que està penjada de Johnny, decideix deixar-ho córrer en veure que aquest no li correspon; Johnny i Helen descobreixen, contrariats, que la carta no és de cap d'ells; i George, que està finalitzant amb els tràmits del seu divorci, li demana una cita a Helen. Enmig de tota la confusió, Lillian (Blythe Danner), la mare de Helen, li revela a la seva filla que està enamorada de Constance Scattergoods (Geraldine McEwan), amb qui havia mantingut una relació amorosa feia molts anys i amb qui ha decidit anar-se'n a viure ara, que se sent més alliberada que abans, quan no es veia capaç d'haver seguit amb aquella relació en aquells temps conservadors i amb l'estigma social que hagués suposat.
Finalment es descobreix que la carta la va escriure Miss Scattergoods a la seva estimada, Lillian, i que aquesta l'havia guardat durant tot aquest temps com a record, però sense saber on estava.

## Repartiment
- Kate Capshaw: Helen
- Blythe Danner: Lillian MacFarquhar
- Ellen DeGeneres: Janet Hall
- Julianne Nicholson: Jennifer
- Tom Everett Scott: Johnny
- Tom Selleck: George Matthias
- Gloria Stuart: Eleanor
- Geraldine McEwan: Miss Scattergoods
- Jessica Capshaw: Kelly
- Jack Black: pescador (no surt als crèdits)

## Al voltant de la pel·lícula
Localitzacions
The Love Letter va ser rodada a les localitats de Gloucester, Manchester-by-the-Sea i Rockport, totes tres a l'estat de Massachusetts.
Estrena
La pel·lícula va ser l'únic film dels grans estudis cinematogràfics que es va estrenar la mateixa setmana que Star Wars Episode I: The Phantom Menace.